# Grotten van Conjoux
De Grotten van Conjoux (Franse naam: Grottes de Conjoux) betreffen achttien kunstmatige grotten, grotendeels gemaakt van kalk, die in de vorm van een rozenkrans omstreeks 1890 in het Belgische dorpje Conjoux zijn aangelegd.
Op initiatief van Elisée Laloux, vanaf 1870 pastoor van het Namense dorpje Conjoux, kwamen deze grotten tot stand. Hij had hiertoe besloten nadat hij in 1883 een pelgrimstocht naar Lourdes had ondernomen. Laloux was een groot vereerder van de Heilige Maagd en liet daarom de grotten nabouwen waarin Bernadette Soubirous in Lourdes diverse ontmoetingen met de Heilige Maagd zou hebben gehad. Hij wilde hiermee pelgrims die niet in de gelegenheid zijn om een bezoek aan Lourdes af te leggen de mogelijkheid geven om toch op bedevaart naar de Heilige Maagd te gaan. Tijdens het interbellum trokken de grotten elk jaar wel dertigduizend pelgrims, het was destijds het belangrijkste bedevaartsoord van het bisdom Namen maar moest in de jaren dertig deze eerste plaats afstaan aan het Namense bedevaartsoord Beauraing nadat daar Mariaverschijningen zouden hebben plaatsgevonden. Tegenwoordig liggen de bezoekersaantallen lager.

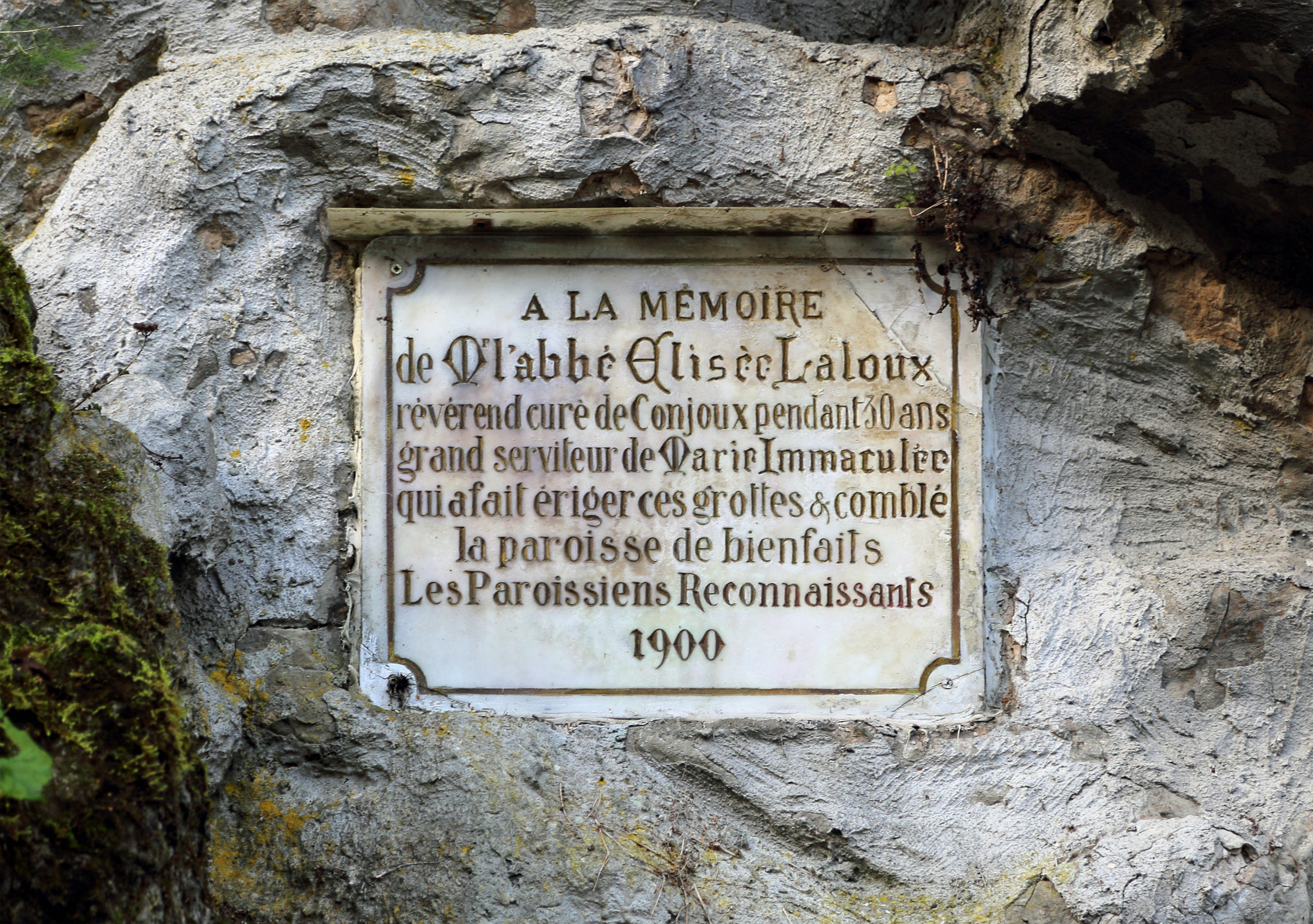
Detail van de Lourdesgrot: gedenksteen voor pastoor Laloux, die de grot liet bouwen